# ラヴィール
『ラヴィール』は宝塚歌劇団の舞台作品。雪組公演。形式名は「グランド・レビュー」。22場。
作・演出は中村一徳。併演作品は『浅茅が宿』。

## 解説
※『宝塚歌劇100年史（舞台編）』の宝塚大劇場公演参考。
「ラヴィール」・・・。"心奪う"というタイトルのこの作品は、宝塚の伝統でもある豪華絢爛なレビューに、エジプトを舞台にした黒豹の激しいナンバーや、パッションが作裂するジプシーの世界など、テンポある現代的なダンス場面を織り交ぜ構成された、華やかなレビュー。趣向をこらえたレビュー独特の世界、その華麗さ、醍醐味を伝えるという、原点からの出発を目指して作られた作品。

## 公演期間と公演場所
- 1998年8月7日 - 9月14日　宝塚大劇場[1]
- 1998年11月28日 - 12月26日　TAKARAZUKA1000days劇場（東京公演）[2]
- 1999年2月2日 - 2月21日　中日劇場（名古屋公演）[3]

## スタッフ
※氏名の後ろに「宝塚」「東京」「中日」の文字がなければ全劇場共通。
- 作曲・編曲：西村耕次/甲斐正人/鞍富真一
- 編曲：小高根凡平
- 音楽指揮：佐々田愛一郎
- 振付：名倉加代子/家城比呂志/藍エリナ/大谷盛雄/宮崎渥巳
- 装置：関谷敏昭
- 衣装：任田幾英
- 照明：勝柴次朗
- 音響：加門清邦
- 小道具：伊集院撤也
- 効果：木多美生
- 演出助手：藤井大介
- 装置補：広森守
- 衣装補：河底美由紀
- 舞台進行：表原渉
- 舞台監督：藤村信一（東京）/松河春夫（東京）/藤田秀二（東京）/古賀祐治（東京）
- 舞台美術：株式会社宝塚舞台（東京）
- 演奏：宝塚管弦楽団
- 制作：村上信夫

## 主な配役

### 宝塚・東京
宝塚
- レビュー・エトワール、レビューの紳士S、豹S、ジプシーの男S、踊る男S、踊る紳士S、パレードの紳士S - 轟悠
- レビューの淑女S、エジプトの娘、ジプシーの女S、踊る女S、踊る淑女S、パレードの淑女S - 月影瞳
- レビューの紳士A、紳士S、ジプシーの男A、踊る男A、踊る男S、パレードの紳士A - 香寿たつき
- レビューの紳士A、ジプシーの男A、踊る男A、パレードの紳士A - 汐風幸
- レビューの紳士A、豹、ジプシーの男A、踊る男A、パレードの紳士A - 安蘭けい

東京の変更点
- レビュー・ギャルソン、豹、歌う男、踊る男、パレードの歌手 - 成瀬こうき

### 中日
- レビューエトワール、レビューの紳士S、豹S、ジプシーの男S、踊る男S、踊る紳士S、パレードの紳士S - 轟悠[3]
- レビューの淑女S、エジプトの娘、ジプシーの女S、踊る女S、踊る淑女S、パレードの淑女S - 月影瞳[3]
- レビューの紳士A、紳士S、ジプシーの男A、踊る男A、歌う男S、パレードの紳士A - 香寿たつき[3]
- レビューの紳士A、豹、ジプシーの男A、踊る男A、踊る紳士A、パレードの紳士A - 安蘭けい[3]
- レビューの紳士A、豹、ジプシーの男A、踊る男A、歌う紳士A、パレードの紳士A - 成瀬こうき[3]
- 淑女S、淑女A、エトワール - 紺野まひる[3]